# Campeonato Europeo de Natación de 2018
El XXXIV Campeonato Europeo de Natación se celebró en Glasgow (Reino Unido), dentro de los denominados «Campeonatos Europeos de 2018», entre el 3 y el 12 de agosto de 2018 bajo la organización de la Liga Europea de Natación (LEN) y la Federación Británica de Natación.

## Instalaciones
Se realizaron competiciones de natación, natación artística, saltos y natación en aguas abiertas. Las diversas competiciones fueron efectuadas en las siguientes instalaciones:
- natación: Centro Internacional de Natación Tollcross,
- natación artística: piscinas del Campus Deportivo Scotstoun,
- saltos: Royal Commonwealth Pool,
- natación en aguas abiertas: lago Lomond.

## Calendario
| Agosto de 2018             | 03 vie | 04 sáb | 05 dom | 06 lun | 07 mar | 08 mié | 09 jue | 10 vie | 11 sáb | 12 dom | Finales por deporte |
| -------------------------- | ------ | ------ | ------ | ------ | ------ | ------ | ------ | ------ | ------ | ------ | ------------------- |
| Saltos                     |        |        |        | 1      | 2      | 2      | 2      | 2      | 2      | 2      | 13                  |
| Natación en aguas abiertas |        |        |        |        |        | 2      | 2      |        | 1      | 2      | 7                   |
| Natación                   | 4      | 6      | 6      | 6      | 6      | 6      | 9      |        |        |        | 43                  |
| Natación artística         | 2      | 1      | 1      | 2      | 3      |        |        |        |        |        | 9                   |
| Finales por día            | 6      | 7      | 7      | 8      | 11     | 10     | 13     | 2      | 3      | 4      | 72                  |

## Resultados de natación

### Masculino
| Evento                           | Oro                                                                                      | Plata                                                                                      | Bronce                                                                                           |
| -------------------------------- | ---------------------------------------------------------------------------------------- | ------------------------------------------------------------------------------------------ | ------------------------------------------------------------------------------------------------ |
| 50 m libre (09.08)               | Benjamin Proud Reino Unido 21,34                                                         | Kristian Golomeev · Grecia · 21,44                                                         | Andrea Vergani · Italia · 21,68                                                                  |
| 100 m libre (05.08)              | Alessandro Miressi · Italia · 48,01                                                      | Duncan Scott Reino Unido 48,23                                                             | Mehdy Metella Francia 48,24                                                                      |
| 200 m libre (07.08)              | Duncan Scott Reino Unido 1:45,34                                                         | Danas Rapšys · Lituania · 1:46,07                                                          | Mijail Dovgaliuk · Rusia · 1:46,15                                                               |
| 400 m libre (03.08)              | Myjailo Romanchuk · Ucrania · 3:45,18                                                    | Henrik Christiansen · Noruega · 3:47,07                                                    | Henning Mühlleitner · Alemania · 3:47,18                                                         |
| 800 m libre (08.08)              | Myjailo Romanchuk · Ucrania · 7:42,96                                                    | Gregorio Paltrinieri · Italia · 7:45,12                                                    | Florian Wellbrock · Alemania · 7:45,60                                                           |
| 1500 m libre (05.08)             | Florian Wellbrock · Alemania · 14:36,15                                                  | Myjailo Romanchuk · Ucrania · 14:36,88                                                     | Gregorio Paltrinieri · Italia · 14:42,85                                                         |
| 50 m espalda (04.08)             | Kliment Kolesnikov · Rusia · 24,00 RM                                                    | Robert-Andrei Glință · Rumania · 24,55                                                     | Shane Ryan Irlanda 24,64                                                                         |
| 100 m espalda (06.08)            | Kliment Kolesnikov · Rusia · 52,53                                                       | Yevgueni Rylov · Rusia · 52,74                                                             | Apóstolos Jristu · Grecia · 53,72                                                                |
| 200 m espalda (08.08)            | Yevgueni Rylov · Rusia · 1:53,36 RE                                                      | Radosław Kawęcki · Polonia · 1:56,07                                                       | Matteo Restivo · Italia · 1:56,29                                                                |
| 50 m braza (08.08)               | Adam Peaty Reino Unido 26,09                                                             | Fabio Scozzoli · Italia · 26,79                                                            | Peter John Stevens Eslovenia 27,06                                                               |
| 100 m braza (04.08)              | Adam Peaty Reino Unido 57,10 RM                                                          | James Wilby Reino Unido 58,64                                                              | Anton Chupkov · Rusia · 59,06                                                                    |
| 200 m braza (06.08)              | Anton Chupkov · Rusia · 2:06,80                                                          | James Wilby Reino Unido 2:08,39                                                            | Luca Pizzini · Italia · 2:08,54                                                                  |
| 50 m mariposa (07.08)            | Andri Hovorov · Ucrania · 22,48                                                          | Benjamin Proud Reino Unido 22,78                                                           | Oleg Kostin · Rusia · 22,97                                                                      |
| 100 m mariposa (09.08)           | Piero Codia · Italia · 50,64                                                             | Mehdy Metella Francia 51,24                                                                | James Guy Reino Unido 51,42                                                                      |
| 200 m mariposa (05.08)           | Kristóf Milák · Hungría · 1:52,79                                                        | Tamás Kenderesi · Hungría · 1:54,36                                                        | Federico Burdisso · Italia · 1:55,97                                                             |
| 200 m cuatro estilos (06.08)     | Jérémy Desplanches · Suiza · 1:57,04                                                     | Philip Heintz · Alemania · 1:57,83                                                         | Max Litchfield Reino Unido 1:57,96                                                               |
| 400 m cuatro estilos (09.08)     | Dávid Verrasztó · Hungría · 4:10,65                                                      | Max Litchfield Reino Unido 4:11,00                                                         | Joan Lluís Pons · España · 4:14,26                                                               |
| 4 × 100 m libre (03.08)          | Rusia · Yevgueni Rylov · Danila Izotov · Vladimir Morozov · Kliment Kolesnikov · 3:12,23 | Italia · Luca Dotto · Ivano Vendrame · Lorenzo Zazzeri · Alessandro Miressi · 3:12,90      | Polonia · Jan Świtkowski · Konrad Czerniak · Jakub Kraska · Kacper Majchrzak · 3:14,20           |
| 4 × 200 m libre (05.08)          | Reino Unido Calum Jarvis Duncan Scott Thomas Dean James Guy 7:05,32                      | Rusia · Mijail Vekovishchev · Martin Maliutin · Danila Izotov · Mijail Dovgaliuk · 7:06,66 | Italia · Alessio Proietti Colonna · Filippo Megli · Matteo Ciampi · Mattia Zuin · 7:07,58        |
| 4 × 100 m cuatro estilos (09.08) | Reino Unido Nicholas Pyle Adam Peaty James Guy Duncan Scott 3:30,44                      | Rusia · Kliment Kolesnikov · Anton Chupkov · Yegor Kuimov · Vladimir Morozov · 3:32,03     | Alemania · Christian Diener · Fabian Schwingenschlögl · Marius Kusch · Damian Wierling · 3:33,52 |

### Femenino
| Evento                           | Oro                                                                                           | Plata                                                                                             | Bronce                                                                           |
| -------------------------------- | --------------------------------------------------------------------------------------------- | ------------------------------------------------------------------------------------------------- | -------------------------------------------------------------------------------- |
| 50 m libre (04.08)               | Sarah Sjöström · Suecia · 23,74                                                               | Pernille Blume Dinamarca 23,75                                                                    | Ranomi Kromowidjojo · Países Bajos · 24,21                                       |
| 100 m libre (08.08)              | Sarah Sjöström · Suecia · 52,93                                                               | Femke Heemskerk · Países Bajos · 53,23                                                            | Charlotte Bonnet Francia 53,35                                                   |
| 200 m libre (06.08)              | Charlotte Bonnet Francia 1:54,95                                                              | Femke Heemskerk · Países Bajos · 1:56,72                                                          | Anastasiya Guzhenkova · Rusia · 1:56,77                                          |
| 400 m libre (09.08)              | Simona Quadarella · Italia · 4:03,35                                                          | Ajna Késely · Hungría · 4:03,37                                                                   | Holly Hibbott Reino Unido 4:05,01                                                |
| 800 m libre (04.08)              | Simona Quadarella · Italia · 8:16,45                                                          | Ajna Késely · Hungría · 8:22,01                                                                   | Anna Yegorova · Rusia · 8:24,71                                                  |
| 1500 m libre (07.08)             | Simona Quadarella · Italia · 15:51,61                                                         | Sarah Köhler · Alemania · 15:57,85                                                                | Ajna Késely · Hungría · 16:03,22                                                 |
| 50 m espalda (05.08)             | Georgia Davies Reino Unido 27,23                                                              | Anastasiya Fesikova · Rusia · 27,31                                                               | Mimosa Jallow · Finlandia · 27,70                                                |
| 100 m espalda (07.08)            | Anastasiya Fesikova · Rusia · 59,19                                                           | Georgia Davies Reino Unido 59,36                                                                  | Carlotta Zofkova · Italia · 59,61                                                |
| 200 m espalda (09.08)            | Margherita Panziera · Italia · 2:06,18                                                        | Daria Ustinova · Rusia · 2:07,12                                                                  | Katalin Burián · Hungría · 2:07,43                                               |
| 50 m braza (09.08)               | Yuliya Yefimova · Rusia · 29,81                                                               | Imogen Clark Reino Unido 30,34                                                                    | Arianna Castiglioni · Italia · 30,41                                             |
| 100 m braza (05.08)              | Yuliya Yefimova · Rusia · 1:05,53                                                             | Rūta Meilutytė · Lituania · 1:06,26                                                               | Arianna Castiglioni · Italia · 1:06,54                                           |
| 200 m braza (07.08)              | Yuliya Yefimova · Rusia · 2:21,31                                                             | Jessica Vall Montero · España · 2:23,02                                                           | Molly Renshaw Reino Unido 2:23,43                                                |
| 50 m mariposa (09.08)            | Sarah Sjöström · Suecia · 25,16                                                               | Emilie Beckman Dinamarca 25,72                                                                    | Kimberly Buys · Bélgica · 25,74                                                  |
| 100 m mariposa (04.08)           | Sarah Sjöström · Suecia · 56,23                                                               | Svetlana Chimrova · Rusia · 57,40                                                                 | Elena Di Liddo · Italia · 57,68                                                  |
| 200 m mariposa (06.08)           | Boglárka Kapás · Hungría · 2:07,13                                                            | Svetlana Chimrova · Rusia · 2:07,33                                                               | Alys Thomas Reino Unido 2:07,42                                                  |
| 200 m cuatro estilos (08.08)     | Katinka Hosszú · Hungría · 2:10,17                                                            | Ilaria Cusinato · Italia · 2:10,25                                                                | Maria Ugolkova · Suiza · 2:10,83                                                 |
| 400 m cuatro estilos (03.08)     | Fantine Lesaffre Francia 4:34,17                                                              | Ilaria Cusinato · Italia · 4:35,05                                                                | Hannah Miley Reino Unido 4:35,34                                                 |
| 4 × 100 m libre (03.08)          | Francia Marie Wattel Charlotte Bonnet Margaux Fabre Béryl Gastaldello 3:34,65                 | Países Bajos · Kim Busch · Femke Heemskerk · Kira Toussaint · Ranomi Kromowidjojo · 3:34,77       | Dinamarca Pernille Blume Signe Bro Julie Kepp Jensen Mie Nielsen 3:37,03         |
| 4 × 200 m libre (07.08)          | Reino Unido Eleanor Faulkner Kathryn Greenslade Holly Hibbott Freya Anderson 7:51,65          | Rusia · Valeriya Salamatina · Anna Yegorova · Arina Opionysheva · Anastasiya Guzhenkova · 7:52,87 | Alemania · Reva Foos · Isabel Marie Gose · Sarah Köhler · Annika Bruhn · 7:53,76 |
| 4 × 100 m cuatro estilos (09.08) | Rusia · Anastasiya Fesikova · Yuliya Yefimova · Svetlana Chimrova · Mariya Kameneva · 3:54,22 | Dinamarca Mie Nielsen Rikke Møller Pedersen Emilie Beckmann Pernille Blume 4:                     | Reino Unido Georgia Davies Siobhan-Marie O'Connor Alys Thomas Freya Anderson 4:  |

### Mixto
| Evento                           | Oro                                                                                   | Plata                                                                                                 | Bronce                                                                                         |
| -------------------------------- | ------------------------------------------------------------------------------------- | --- | ---------------------------------------------------------------------------------------------- |
| 4 × 100 m libre (08.08)          | Francia Jérémy Stravius Mehdy Metella Marie Wattel Charlotte Bonnet 3:22,07           | Países Bajos · Nyls Jan Korstanje · Stan Pijnenburg · Femke Heemskerk · Ranomi Kromowidjojo · 3:23,97 | Rusia · Kliment Kolesnikov · Vladislav Griniov · Mariya Kameneva · Arina Opionysheva · 3:24,50 |
| 4 × 200 m libre (04.08)          | Alemania · Jacob Heidtmann · Henning Mühlleitner · Reva Foos · Annika Bruhn · 7:28,43 | Rusia · Mijail Vekovishchev · Mijail Dovgaliuk · Valeriya Salamatina · Viktoriya Andreyeva · 7:29,37  | Reino Unido Stephen Milne Craig McLean Kathryn Greenslade Freya Anderson 7:29,72               |
| 4 × 100 m cuatro estilos (06.08) | Reino Unido Georgia Davies Adam Peaty James Guy Freya Anderson 3:40,18                | Rusia · Kliment Kolesnikov · Yuliya Yefimova · Svetlana Chimrova · Vladimir Morozov · 3:42,71         | Italia · Margherita Panziera · Fabio Scozzoli · Elena Di Liddo · Alessandro Miressi · 3:44,85  |

### Medallero
| Núm. | País         | Oro | Plata | Bronce | Total |
| ---- | ------------ | --- | ----- | ------ | ----- |
| 1    | Rusia        | 10  | 10    | 6      | 26    |
| 2    | Reino Unido  | 9   | 7     | 8      | 24    |
| 3    | Italia       | 6   | 5     | 11     | 22    |
| 4    | Hungría      | 4   | 3     | 2      | 9     |
| 5    | Francia      | 4   | 1     | 2      | 7     |
| 6    | Suecia       | 4   | 0     | 0      | 4     |
| 7    | Ucrania      | 3   | 1     | 0      | 4     |
| 8    | Alemania     | 2   | 2     | 4      | 8     |
| 9    | Suiza        | 1   | 0     | 1      | 2     |
| 10   | Países Bajos | 0   | 4     | 1      | 5     |
| 11   | Dinamarca    | 0   | 3     | 1      | 4     |
| 12   | Lituania     | 0   | 2     | 0      | 2     |
| 13   | España       | 0   | 1     | 1      | 2     |
| 13   | Grecia       | 0   | 1     | 1      | 2     |
| 13   | Polonia      | 0   | 1     | 1      | 2     |
| 16   | Noruega      | 0   | 1     | 0      | 1     |
| 16   | Rumania      | 0   | 1     | 0      | 1     |
| 18   | Bélgica      | 0   | 0     | 1      | 1     |
| 18   | Eslovenia    | 0   | 0     | 1      | 1     |
| 18   | Finlandia    | 0   | 0     | 1      | 1     |
| 18   | Irlanda      | 0   | 0     | 1      | 1     |
|      | TOTAL        | 43  | 43    | 43     | 129   |

## Resultados de saltos

### Masculino
| Evento                          | Oro                                                 | Plata                                             | Bronce                                              |
| ------------------------------- | --------------------------------------------------- | ------------------------------------------------- | --------------------------------------------------- |
| Trampolín 1 m (07.08)           | Jack Laugher Reino Unido 414,60 pts.                | Giovanni Tocci · Italia · 401,10 pts.             | James Heatly Reino Unido 391,70 pts.                |
| Trampolín 3 m (09.08)           | Jack Laugher Reino Unido 525,95                     | Ilia Zajarov · Rusia · 519,05                     | Yevgueni Kuznetsov · Rusia · 508,05                 |
| Plataforma 10 m (12.08)         | Alexandr Bondar · Rusia · 542,05                    | Nikita Shleijer · Rusia · 481,15                  | Benjamin Auffret Francia 480,60                     |
| Trampolín 3 m sincro. (10.08)   | Yevgueni Kuznetsov · Ilia Zajarov · Rusia · 431,16  | Jack Laugher Christopher Mears Reino Unido 430,62 | Patrick Hausding · Lars Rüdiger · Alemania · 394,77 |
| Plataforma 10 m sincro. (09.08) | Alexandr Bondar · Viktor Minibayev · Rusia · 423,12 | Matthew Dixon Noah Williams Reino Unido 399,90    | Vladimir Harutiunian Lev Sargsian Armenia 396,84    |

### Femenino
| Evento                          | Oro                                                  | Plata                                                      | Bronce                                              |
| ------------------------------- | ---------------------------------------------------- | ---------------------------------------------------------- | --------------------------------------------------- |
| Trampolín 1 m (10.08)           | Mariya Poliakova · Rusia · 285,55 pts.               | Nadezhda Bazhina · Rusia · 276,00 pts.                     | Elena Bertocchi · Italia · 271,25 pts.              |
| Trampolín 3 m (11.08)           | Grace Reid Reino Unido 329,40                        | Alicia Blagg Reino Unido 327,70                            | Tina Punzel · Alemania · 324,65                     |
| Plataforma 10 m (08.08)         | Celine Maria van Duijn · Países Bajos · 319,10       | Noemi Batki · Italia · 315,00                              | Maria Kurjo · Alemania · 308,15                     |
| Trampolín 3 m sincro. (12.08)   | Elena Bertocchi · Chiara Pellacani · Italia · 289,26 | Lena Hentschel · Tina Punzel · Alemania · 286,80           | Nadezhda Bazhina · Kristina Ilinyj · Rusia · 282,90 |
| Plataforma 10 m sincro. (07.08) | Eden Cheng Lois Toulson Reino Unido 289,74           | Yekaterina Beliayeva · Yuliya Timoshinina · Rusia · 288,60 | Maria Kurjo · Elena Wassen · Alemania · 284,64      |

### Mixto
| Evento                          | Oro                                                   | Plata                                            | Bronce                                                    |
| ------------------------------- | ----------------------------------------------------- | ------------------------------------------------ | --------------------------------------------------------- |
| Trampolín 3 m sincro. (08.08)   | Lou Massenberg · Tina Punzel · Alemania · 313,50      | Ross Haslam Grace Reid Reino Unido 308,67        | Stanislav Oliferchyk · Viktoriya Kesar · Ucrania · 291,81 |
| Plataforma 10 m sincro. (11.08) | Nikita Shleijer · Yuliya Timoshinina · Rusia · 309,63 | Matthew Lee Lois Toulson Reino Unido 307,80      | Florian Fandler · Christina Wassen · Alemania · 278,64    |
| Equipo (06.08)                  | Oleh Kolodi · Sofiya Lyskun · Ucrania · 355,90        | Lou Massenberg · Maria Kurjo · Alemania · 352,60 | Yevgueni Kuznetsov · Yuliya Timoshinina · Rusia · 349,55  |

### Medallero
| Núm. | País         | Oro | Plata | Bronce | Total |
| ---- | ------------ | --- | ----- | ------ | ----- |
| 1    | Rusia        | 5   | 4     | 3      | 12    |
| 2    | Reino Unido  | 4   | 5     | 1      | 10    |
| 3    | Alemania     | 1   | 2     | 5      | 8     |
| 4    | Italia       | 1   | 2     | 1      | 4     |
| 5    | Ucrania      | 1   | 0     | 1      | 2     |
| 6    | Países Bajos | 1   | 0     | 0      | 1     |
| 7    | Armenia      | 0   | 0     | 1      | 1     |
| 7    | Francia      | 0   | 0     | 1      | 1     |
|      | TOTAL        | 13  | 13    | 13     | 39    |

## Resultados de natación en aguas abiertas

### Masculino
| Evento        | Oro                                       | Plata                                   | Bronce                             |
| ------------- | ----------------------------------------- | --------------------------------------- | ---------------------------------- |
| 5 km (08.08)  | Kristóf Rasovszky · Hungría · 52:38,9     | Axel Reymond Francia 52:41,7            | Logan Fontaine Francia 52:44,4     |
| 10 km (09.08) | Ferry Weertman · Países Bajos · 1:49:28,2 | Kristóf Rasovszky · Hungría · 1:49:28,2 | Rob Muffels · Alemania · 1:49:33,7 |
| 25 km (12.08) | Kristóf Rasovszky · Hungría · 4:57:53,5   | Kiril Beliayev · Rusia · 4:57:54,6      | Matteo Furlan · Italia · 4:57:55,8 |

### Femenino
| Evento        | Oro                                              | Plata                                            | Bronce                                     |
| ------------- | ------------------------------------------------ | ------------------------------------------------ | ------------------------------------------ |
| 5 km (08.08)  | Sharon van Rouwendaal · Países Bajos · 56:01,0   | Leonie Beck · Alemania · 56:17,8                 | Rachele Bruni · Italia · 56:49,7           |
| 10 km (09.08) | Sharon van Rouwendaal · Países Bajos · 1:54:45,7 | Giulia Gabrielleschi · Italia · 1:54:53,0        | Esmee Vermeulen · Países Bajos · 1:55:27,4 |
| 25 km (12.08) | Arianna Bridi · Italia · 5:19:34,6               | Sharon van Rouwendaal · Países Bajos · 5:19:34,7 | Lara Grangeon Francia 5:19:42,9            |

### Equipos
| Evento             | Oro                                                                                              | Plata                                                                               | Bronce                                                                  |
| ------------------ | ------------------------------------------------------------------------------------------------ | ----------------------------------------------------------------------------------- | ----------------------------------------------------------------------- |
| Por equipo (11.08) | Esmee Vermeulen · Sharon van Rouwendaal · Pepijn Smits · Ferry Weertman · Países Bajos · 52:35,0 | Leonie Beck · Sarah Köhler · Sören Meißner · Florian Wellbrock · Alemania · 52:35,6 | Lara Grangeon Lisa Pou David Aubry Marc-Antoine Olivier Francia 52:46,7 |

### Medallero
| Núm. | País         | Oro | Plata | Bronce | Total |
| ---- | ------------ | --- | ----- | ------ | ----- |
| 1    | Países Bajos | 4   | 1     | 1      | 6     |
| 2    | Hungría      | 2   | 1     | 0      | 3     |
| 3    | Italia       | 1   | 1     | 2      | 4     |
| 4    | Alemania     | 0   | 2     | 1      | 3     |
| 5    | Francia      | 0   | 1     | 3      | 4     |
| 6    | Rusia        | 0   | 1     | 0      | 1     |
|      | TOTAL        | 7   | 7     | 7      | 21    |

## Resultados de natación artística

### Femenino
| Evento                        | Oro | Plata | Bronce |
| ----------------------------- | --- | --- | --- |
| Solo rutina técnica (06.08)   | Svetlana Kolesnichenko · Rusia · 93,4816 pts. | Yelyzaveta Yajno · Ucrania · 91,3517 pts. | Linda Cerruti · Italia · 90,2282 pts. |
| Solo rutina libre (07.08)     | Svetlana Kolesnichenko · Rusia · 94,9333 | Linda Cerruti · Italia · 92,5000 | Yelyzaveta Yajno · Ucrania · 92,1333 |
| Dúo rutina técnica (03.08)    | Svetlana Kolesnichenko · Varvara Subbotina · Rusia · 95,1035 | Anastasiya Savchuk · Yelyzaveta Yajno · Ucrania · 92,6188 | Linda Cerruti · Costanza Ferro · Italia · 89,7519 |
| Dúo rutina libre (07.05)      | Svetlana Kolesnichenko · Varvara Subbotina · Rusia · 96,7000 | Anastasiya Savchuk · Yelyzaveta Yajno · Ucrania · 93,4000 | Linda Cerruti · Costanza Ferro · Italia · 92,1333 |
| Equipo rutina técnica (06.08) | Rusia · Anastasiya Arjipovskaya · Anastasiya Bayandina · Daria Bayandina · Marina Goliadkina · Darina Valitova · Veronika Kalinina · Polina Komar · Mariya Shurochkina · 94,6000                                 | Ucrania · Maryna Alexiva · Vladyslava Alexiva · Olexandra Kashuba · Olexandra Kovalenko · Yana Nariezhna · Anastasiya Savchuk · Alina Shynkarenko · Yelyzaveta Yajno · 90,7439                      | Italia · Beatrice Callegari · Domiziana Cavanna · Linda Cerruti · Francesca Deidda · Costanza Di Camillo · Costanza Ferro · Gemma Galli · Enrica Piccoli · 90,3553                                                                             |
| Equipo rutina libre (04.08)   | Rusia · Anastasiya Arjipovskaya · Anastasiya Bayandina · Daria Bayandina · Marina Goliadkina · Veronika Kalinina · Polina Komar · Mariya Shurochkina · Darina Valitova · 97,0333                                 | Ucrania · Valeriya Aprielieva · Veronika Hryshko · Olexandra Kashuba · Yana Nariezhna · Kateryna Reznik · Anastasiya Savchuk · Alina Shynkarenko · Yelyzaveta Yajno · 94,6000                       | Italia · Beatrice Callegari · Linda Cerruti · Francesca Deidda · Costanza Di Camillo · Costanza Ferro · Gemma Galli · Alessia Pezone · Enrica Piccoli · 92,2333                                                                                |
| Combinación libre (05.08)     | Ucrania · Maryna Alexiva · Vladyslava Alexiva · Valeriya Aprielieva · Marta Fiedina · Olexandra Kashuba · Yana Nariezhna · Kateryna Reznik · Anastasiya Savchuk · Alina Shynkarenko · Yelyzaveta Yajno · 94,4667 | Italia · Beatrice Callegari · Domiziana Cavanna · Linda Cerruti · Francesca Deidda · Costanza Di Camillo · Costanza Ferro · Gemma Galli · Alessia Pezone · Enrica Piccoli · Federica Sala · 92,6000 | España · Leyre Abadía Ruiz · Abril Conesa Prieto · Berta Ferreras Sanz · Emma García García · María Juárez Campos · Meritxell Mas Pujadas · Elena Melián González · Paula Ramírez Ibáñez · Sara Saldaña López · Blanca Toledano Laut · 91,4667 |

### Mixto
| Evento                     | Oro                                                        | Plata                                                | Bronce                                                   |
| -------------------------- | ---------------------------------------------------------- | ---------------------------------------------------- | -------------------------------------------------------- |
| Dúo rutina técnica (03.08) | Maiya Gurbanberdiyeva · Alexandr Maltsev · Rusia · 89,5853 | Manila Flamini · Giorgio Minisini · Italia · 88,6973 | Berta Ferreras Sanz · Pau Ribes Cullà · España · 82,3217 |
| Dúo rutina libre (07.08)   | Maiya Gurbanberdiyeva · Alexandr Maltsev · Rusia · 92,4000 | Manila Flamini · Giorgio Minisini · Italia · 90,7333 | Berta Ferreras Sanz · Pau Ribes Cullà · España · 85,4333 |

### Medallero
| Núm. | País    | Oro | Plata | Bronce | Total |
| ---- | ------- | --- | ----- | ------ | ----- |
| 1    | Rusia   | 8   | 0     | 0      | 8     |
| 2    | Ucrania | 1   | 5     | 1      | 7     |
| 3    | Italia  | 0   | 4     | 5      | 9     |
| 4    | España  | 0   | 0     | 3      | 3     |
|      | TOTAL   | 9   | 9     | 9      | 27    |

## Medallero total
| Núm. | País         | Oro | Plata | Bronce | Total |
| ---- | ------------ | --- | ----- | ------ | ----- |
| 1    | Rusia        | 23  | 15    | 9      | 47    |
| 2    | Reino Unido  | 13  | 12    | 9      | 34    |
| 3    | Italia       | 8   | 12    | 19     | 39    |
| 4    | Hungría      | 6   | 4     | 2      | 12    |
| 5    | Ucrania      | 5   | 6     | 2      | 13    |
| 6    | Países Bajos | 5   | 5     | 2      | 12    |
| 7    | Francia      | 4   | 2     | 6      | 12    |
| 8    | Suecia       | 4   | 0     | 0      | 4     |
| 9    | Alemania     | 3   | 6     | 10     | 19    |
| 10   | Suiza        | 1   | 0     | 1      | 2     |
| 11   | Dinamarca    | 0   | 3     | 1      | 4     |
| 12   | Lituania     | 0   | 2     | 0      | 2     |
| 13   | España       | 0   | 1     | 4      | 5     |
| 14   | Grecia       | 0   | 1     | 1      | 2     |
| 14   | Polonia      | 0   | 1     | 1      | 2     |
| 16   | Noruega      | 0   | 1     | 0      | 1     |
| 16   | Rumania      | 0   | 1     | 0      | 1     |
| 18   | Armenia      | 0   | 0     | 1      | 1     |
| 18   | Bélgica      | 0   | 0     | 1      | 1     |
| 18   | Eslovenia    | 0   | 0     | 1      | 1     |
| 18   | Finlandia    | 0   | 0     | 1      | 1     |
| 18   | Irlanda      | 0   | 0     | 1      | 1     |
|      | TOTAL        | 72  | 72    | 72     | 216   |

## Nota
1. 1 2  Las competiciones de saltos fueron disputadas en la subsede de Edimburgo.